# Polejki
Polejki (deutsch Polleiken) ist ein Ort in der polnischen Woiwodschaft Ermland-Masuren. Er gehört zur Gmina Jonkowo (Landgemeinde Jonkendorf) im Powiat Olsztyński (Kreis Allenstein).

## Geographische Lage
Polejki liegt im Westen der Woiwodschaft Ermland-Masuren, 13 Kilometer nordwestlich der Kreis- und Woiwodschaftshauptstadt Olsztyn (deutsch Allenstein).

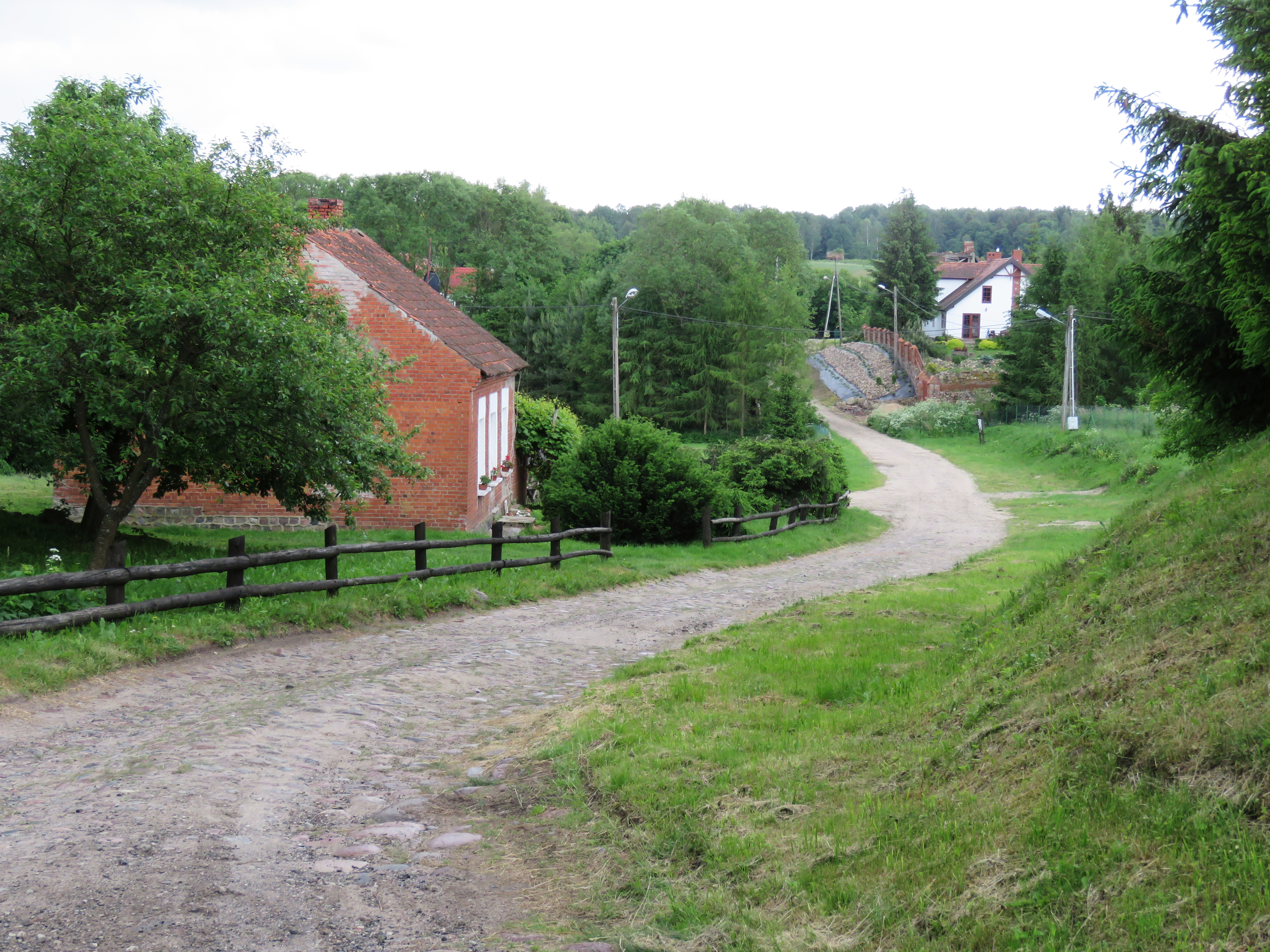
Dorfpartie

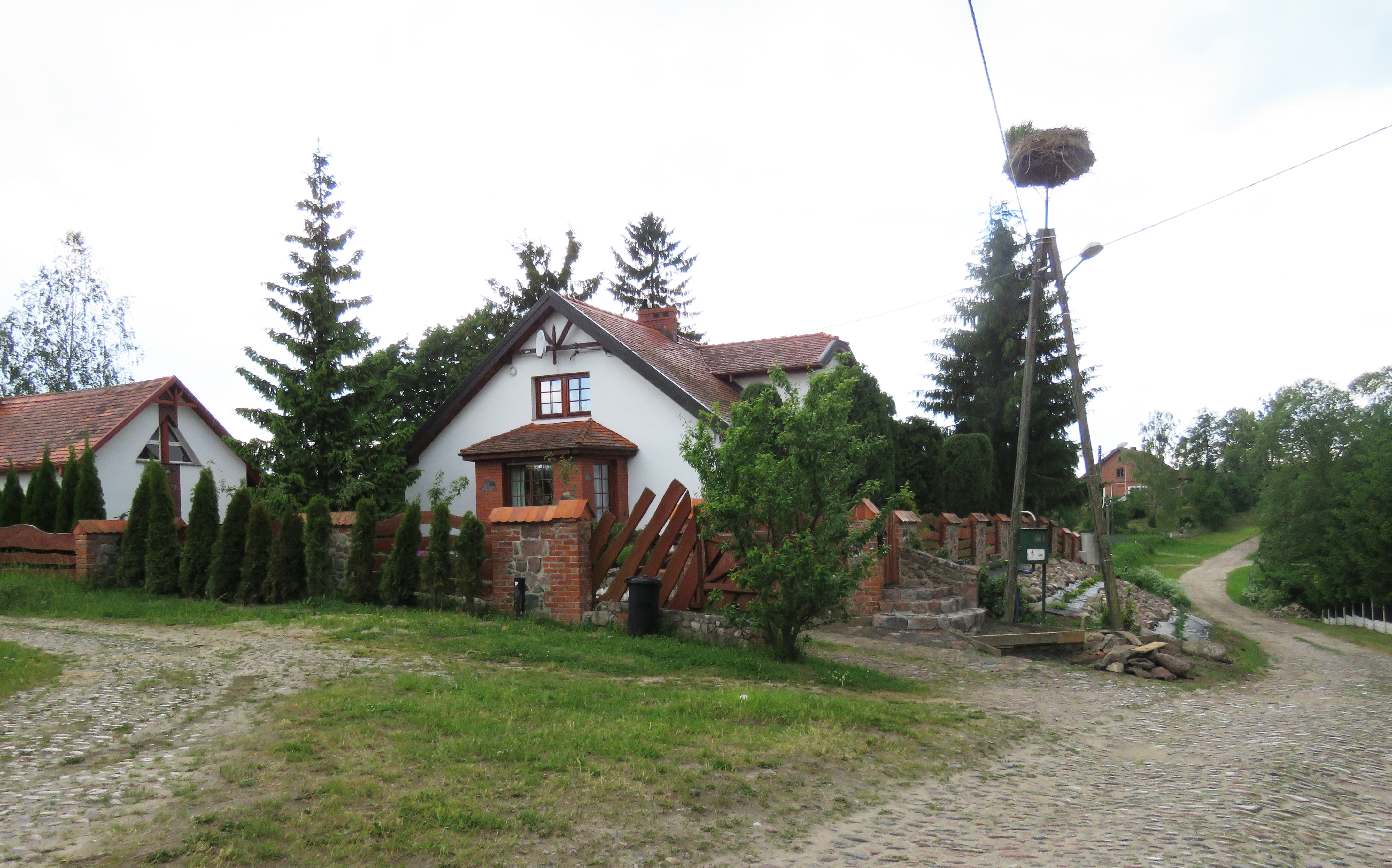
Dorfidyll mit Storchennest

## Geschichte
Das kleine Dorf mit dem Namen Polleyke, später Poleyken mit mehreren kleinen Höfen, wurde 1353 gegründet: Am 18. Oktober 1353 erhielt Konrad von Niczkaw die Erlaubnis, das Dorf nach Kulmer Recht zu bilden. 1496 hieß der Besitzer des Gutes Paul Langenow, 1545 war Anton Niedanowski Eigentümer und gab das Gut an das Domkapitel ab, um dafür das Gut Stolpen zu bekommen.
1785 wurde Polleiken als „königliches Bauerndorf“ im Amt Allenstein, Kreis Heilsberg, mit elf Feuerstellen erwähnt, 1820 wurden 13 Feuerstellen mit 68 Einwohnern genannt. Von 1874 bis 1945 war Polleiken in den Amtsbezirk Jonkendorf (polnisch Jonkowo) im ostpreußischen Kreis Allenstein eingegliedert.
92 Einwohner waren 1910 in Polleiken gemeldet. Ihre Zahl belief sich 1933 auf 82 und 1939 auf 81.
1945 kam in Kriegsfolge das gesamte südliche Ostpreußen zu Polen. Polleiken erhielt die polnische Namensform „Polejki“ und ist heute eine Ortschaft im Verbund der Landgemeinde Jonkowo (Jonkendorf) im Powiat Olsztyński (Kreis Allenstein), von 1975 bis 1998 der Woiwodschaft Olsztyn, seither der Woiwodschaft Ermland-Masuren zugehörig. Im Jahre 2021 zählte Polejki 22 Einwohner.

## Kirche
Bis 1945 war Polleiken in die römisch-katholische Kirche Jonkendorf (polnisch Jonkowo) im Bistum Ermland, außerdem in die evangelische Kirche Allenstein (polnisch Olsztyn) in der Kirchenprovinz Ostpreußen der Kirche der Altpreußischen Union eingepfarrt.
Diesen beiden Kirchen ist auch das Dorf Polejki zugehörig: der katholischen Kirche Jonkowo, jetzt im Erzbistum Ermland und der evangelischen nun mit Namen versehenen Christus-Erlöser-Kirche Olsztyn in der Diözese Masuren der Evangelisch-Augsburgischen Kirche in Polen.

## Verkehr

### Straße
Polejki liegt an der Kreisstraße (polnisch Droga powiatowa) 1368N, die von Barkweda  (Bergfriede) über Jonkowo (Jonkendorf) nach Stękiny (Stenkiene) an der Woiwodschaftsstraße 527 (frühere deutsche Reichsstraße 133) führt. Von Łomy (Steinberg) führt eine Direktverbindung nach Polejki.

### Schiene
Die nächste Bahnstation ist Bukwałd (Groß Buchwalde) an der von der Polnischen Staatsbahn (PKP) befahrenen Linie 221: Olsztyn Gutkowo–Braniewo. Der Abschnitt von Olsztyn Gutkowo bis Dobre Miasto (Guttstadt) wird allerdings seit 2019 nicht regulär befahren.